# Lucas Mangope
Kgoshi Lucas Manyane Mangope (* 27. Dezember 1923 in Motswedi bei Zeerust, Transvaal; † 18. Januar 2018) war ein südafrikanischer Politiker und Batswana-Stammesoberhaupt. Zwischen 1977 und 1994 war er Präsident des pseudo-unabhängigen Homelands Bophuthatswana im Rahmen des Apartheid-Systems. Er war bis 2011 Vorsitzender der von ihm gegründeten United Christian Democratic Party (UCDP).

## Jugend und Ausbildung
Mangope ist der Sohn von Lucas und Lydia Mangope. Der Vater war Chief des Stammes baHurutshe bo Manyane der Batswana. Seine Schulausbildung absolvierte Mangope am anglikanische St Peter’s College, wo er 1946 das Senior Certificate (12-Klassenabschluss ohne Matric) erhielt. Die erste berufliche Ausbildung zum Lehrer erfolgte am ebenfalls von der Anglikanischen Kirche getragenen Grace Dieu Diocesan Training College bei Pietersburg. Hier erlangte er das Junior Teaching Diploma (Hauptschullehrer). Zwischenzeitlich rückte Mangope im Alter von 21 Jahren in der Hierarchie des traditionellen Häuptlingsystems auf und bekam die Führungsaufgabe des Mathlathowa-Regiments im Volk der Tswana übertragen. Von 1947 bis 1949 arbeitete er im Department of Native Affairs. Seit 1951 setzte er seine Ausbildung am Bethel College bei Lichtenburg mit einem weiteren Abschluss in Pädagogik (Higher Primary Teachers’s Diploma) fort.

## Berufliche Entwicklung
Nach seinem zweiten pädagogischen Diplom trat er in den Lehrerberuf ein und unterrichtete an Weiterführenden Schulen (secondary schools) in Mafeking, Motswedi, Krugersdorp und Potchefstroom auf dem Gebiet seiner Spezialisierungsrichtung Afrikaans.
Während dieser Zeit entwickelte sich sein Interesse an politischen Fragen. Als sein Vater 1959 starb, übernahm er dessen Rolle als Chief des Stammes baHurutshe bo Manyane. In diesem Zusammenhang wurde Mangope Mitarbeiter in der Zeerust regional authority. Parallel dazu entwickelte sich seine Mitwirkung im Bantu Education Advisory Board (deutsch etwa: „Beratungsgremium für Bantubildung“) und im Beirat der University of the North (Turfloop-Campus).

## Politische Karriere
Als im April 1961 die Errichtung der Tswana territorial authority (TTA) erklärt wurde, übernahm Mangope unter Chief Tidimane R. Pilane deren Vizevorsitz. Pilane hatte zu diesem Zeitpunkt erklärt, dass alle Tswana mit „Selbstwertgefühl“ die Unabhängigkeit ihres Gebietes wünschen. Nach einer Umstrukturierung der Selbstverwaltungsbehörde im Jahre 1968 gelangte Mangope in die Funktion des chief councillor des Exekutivrates, die er bis zur vollen Errichtung des Selbstverwaltungsstatus im Juni 1972 ausübte.
Mangope war ab 1. Juni 1972 zunächst Chief Minister des in den Selbstverwaltungsstatus versetzten Homelands Bophuthatswana. Die Proclamation R130 der südafrikanischen Regierung vom 26. Mai bestimmte, dass ab dem 1. Juni 1972 Bophuthatswana ein „selbstregiertes Territorium innerhalb der Republik Südafrika“ wurde. Die Bevölkerung dieses Gebiets wurde durch die Gesetzgebende Versammlung (Legislative Assembly) vertreten. In diesem Gremium hatte den Chief Minister zu wählen, der nach den hier geltenden Verfassungsgrundlagen ein Chief sein musste. Am 4. Oktober 1972 erfolgten die ersten Wahlen zur Legislative Assembly. Mangope und seine Partei Bophuthatswana National Party (BNP) gewannen mit 72 Prozent.
Im Jahr 1974 trat er aus der BNP aus und wurde Vorsitzender der neu gegründeten Bophuthatswana Democratic Party (BDP).
Am 27. Juni 1977 weilte er zu einem Briefing bei Premierminister Vorster in Pretoria. Mit der Errichtung der formellen Unabhängigkeit Bophuthatswanas am 6. September 1977 durch ein südafrikanisches Gesetz gelangte Mangope in die Funktion des Präsidenten. In dieser Rolle war er zugleich Chef der Staatsverwaltung des Bantustaates und Oberbefehlshaber (Commander-in-Chief) der BophuthaTswana Defence Forces. Die ersten Wahlen unter diesen verfassungsrechtlichen Rahmenbedingungen fanden im Oktober 1982 statt, wo die BDP mit Mangope an ihrer Spitze die Wahlen klar gewann. Mit dieser Mehrheit gelang ihm am 11. Juli 1984 die erneute Bestätigung als Präsident für eine weitere siebenjährige Amtszeit. Es gab keinen Gegenkandidaten.
Als sich seit August 1985 Proteste von Studenten der University of Bophuthatswana (Unibo) gegen die enge Zusammenarbeit der Homelandadministration mit der südafrikanischen Regierung ereigneten, worin auch die Forderung nach einem ultimativen Machtwechsel in Südafrika artikuliert wurden, ließ Präsident Mangope die Universität ab 9. Oktober 1985 für etwa einen Monat schließen. Im Verlauf des Novembers breiteten sich solche Proteste in organisierter Form als Bus- und Schulboykotts im gesamten Homeland aus. Diese Ereignisse veranlassten Mangope nachfolgend im Dezember 1985 eine Verschärfung des Internal Security Act of 1979 (Bp. Act) in einer Sondersitzung der Nationalversammlung durchzusetzen, die ihm nun eine stärkere Kontrolle aller Bildungseinrichtungen im Homeland ermöglichte. Als sich die Unruhen im Frühjahr 1986 fortsetzten, bat Mangope die ANC-Führung um vermittelnde Hilfe zwischen ihm und der südafrikanischen Regierung. Der ANC antwortete darauf, dass jegliche Beziehungen mit ihm unerwünscht seien.
Die zweiten Wahlen nach der formalen Unabhängigkeit Bophuthatswanas am 27. Oktober 1987 gewann Mangope mit seiner BDP klar und erlangte 66 der insgesamt 72 Parlamentssitze. Sein Kontrahent hierbei war Rocky Malebane-Metsing.
Malebane-Metsing putschte am Morgen des 10. Februar 1988, setzte die Kabinettsmitglieder einschließlich Mangope unter Arrest und erklärte die Übernahme der Präsidentschaft. Etwa 17 Stunden später beendete südafrikanisches Militär unter Führung von Johannes Geldenhuys (SADF) und Johan van der Merwe (SAP-Security branch) diesen Staatsstreich. Nach diesem gescheiterten Putsch verdankte er dem südafrikanischen Militär den Erhalt seiner Macht. Als Ursachen für den versuchten Staatsstreich wurden bekannt, dass Mangope enge Beziehungen zu Shabtai Kalmanovits unterhielt, der als israelischer Handelsrepräsentant für das Homeland Bophuthatswana im Diamantenhandel agierte und den Staatschef mit 1,5 Millionen Rand unterstützt haben soll, wenn dieser u. a. wegen Unregelmäßigkeiten in der Amtsführung und bei Wahlen oder Landkonfizierungen gegen lokale Stammesverwaltungen unter Druck geraten war. Mangope reagierte auf den Putsch mit Massenverhaftungen und „Säuberungsaktionen“ in seiner Regierung. Unter den zum Rücktritt gezwungen Amtsträgern war auch Chief Bennet L. M. I. Motsatsi (Innenminister), der als künftiger Präsidentschaftskandidat galt. Mangope ging aus den Putschereignissen innenpolitisch gestärkt hervor.
Als Reaktion auf wochenlange Konflikte des Hochschulalltags mit den ihn belagerndern Polizeieinheiten und darin gipfelnden Studentenprotesten am 7. Mai 1993 veranlasste Mangope die Schließung der University of Bophuthatswana zum 11. Mai. Der Generalsekretär der Vereinigung demokratischer Hochschulmitarbeiter bezeichnete die flankierend erfolgten Polizeieinsätze, in deren Verlauf Casspir-Fahrzeuge die Universitätseinfahrten gerammt hatten, als eine entfesselte „Herrschaft des Terrors“. Im Juni 1993 untersagte Mangope einen Protestmarsch des ANC in Mmabatho, der mit Forderungen nach Redefreiheit und freier politischer Betätigung sowie nach Rückeingliederung in südafrikanisches Staatsterritorium angekündigt worden war. Mangope drohte im Juli 1993 in einer Rede vor Mitarbeitern des öffentlichen Dienstes, dass seine Verwaltung keine Mitarbeiter mehr beschäftigen werde, die mit oppositionellen Organisationen sympathisieren und dass kein Mitglied des ANC und der SACP für die Homelandverwaltung arbeiten könne.
Unmittelbar vor den ersten Wahlen unter Einbeziehung der schwarzen Bevölkerungsmehrheit Ende April 1994 versuchten Truppen der rechtsextremen Afrikaner Weerstandsbeweging, Mangope an der Macht zu halten und dadurch die Rückgliederung Bophuthatswanas nach Südafrika zu verhindern. Nach fortgesetzten Auseinandersetzungen wurde Mangope am 12. März 1994 abgesetzt und eine Übergangsverwaltung unter Tjaart van der Walt (vormaliger Rektor der Potchefstroom University of Christian Higher Education, ehemaliger Kanzler der Unibo, seit 1992 südafrikanischer Botschafter in der Republic of Bophuthatswana) und Tebogo Job Mokgoro (promovierter Verwaltungswissenschaftler der Unibo) bereitete die Rückgliederung am 27. April 1994 vor.